# Pallacanestro alla X Universiade
Il torneo di pallacanestro della X Universiade si è svolto a Città del Messico, Messico, nel 1979.

## Podi

### Donne
| Evento                             | Oro | Argento | Bronzo |
| Pallacanestro femminile (dettagli) | Stati Uniti Genia Beasley Carol Blazejowski Carol Chason Debbie Groover Tara Heiss Debra Miller Cindy Noble June Olkowski Ginger Rouse Angela Turner Heidi Wayment Lynette Woodard All.: Frances Garmon | Cuba    | Canada Candi Clarkson Chris Critelli Sharon Douglas Luanne Hebb Debbie Huband Holly Jackson Dori McPhail Bev Smith Debbie Steele Sylvia Sweeney Carol Turney Gail Winston All.: Don McCrae |

## Medagliere
| Posizione | Paese       |   |   |   | Totale |
| --------- | ----------- | - | - | - | ------ |
| 1         | Stati Uniti | 2 | 0 | 0 | 2      |
| 2         | Cuba        | 0 | 1 | 1 | 2      |
| 3         | Jugoslavia  | 0 | 1 | 0 | 1      |
| 3         | Canada      | 0 | 0 | 1 | 1      |
| Totale    | Totale      | 2 | 2 | 2 | 6      |